# Sydafrikas herrlandslag i fotboll
Sydafrikas herrlandslag i fotboll, även kallade Bafana Bafana vilket rakt översatt till svenska blir grabbarna, grabbarna på Zulu, representerar Sydafrika i fotboll på herrsidan. I första matchen slog man Nordirland med 2-1 i Belfast den 24 september 1924. Sydafrika var utestängt från olika sportevenemang mellan 1950- och 90-talen, på grund av landets dåvarande apartheidpolitik.

## Afrikanska mästerskapen
I Afrikanska mästerskapet har landslaget spelat sex gånger. 1957 var det meningen att Sydafrika skulle delta men landets Apartheidpolitik gjorde att man krävde att få ställa upp med antingen ett helt igenom vitt eller färgat landslag, något som övriga länder i det Afrikanska fotbollsförbundet vägrade ställa upp på. Sydafrika lämnade därför walkover i semifinalen mot Etiopien i 1957 års turnering.
Fifa uteslöt efter en kongress 1960 Sydafrika från alla internationella turneringar, ett förbud som varade fram till 1992. 1994 försökte laget kvala in till Afrikanska mästerskapet men misslyckades. 1996, efter 39 år var laget till slut tillbaka i ett stort mästerskap. I första matchen vann laget överraskande mot Kamerun med hela 3-0. Man fortsatte att slå Angola med 1-0. Även om man förlorade med 0-1 mot Egypten gick man vidare. I kvartsfinalen slog man ut Algeriet, med många meriter med 2-1. I semifinalen kom en till skräll med hela 3-0 mot Ghana. Finalen vann man med 2-0 mot Tunisien. 
I mästerskapet 1998 hamnade man i den målrikaste gruppen, fast Sydafrika gjorde minst mål. Man började med 0-0 mot Angola, 1-1 mot Elfenbenskusten innan man slog Namibia med 4-1. I kvartsfinalen slog man Marocko med 2-1. I semifinalen slog man ut Kongo DR med 2-1 efter förlängning. I finalen förlorade man med 0-2 mot Egypten. 2000 vann Sydafrika gruppen. Det blev 3-1 mot Gabon, 1-0 mot Kongo DR och 1-1 mot Algeriet. I kvartsfinalen slog man ut Ghana med 1-0. Efter förlust mot Nigeria i semifinalen och vinst mot Tunisien på straffar i bronsmatchen tog man bronset. 
2002 fick man 0-0 mot Ghana och Burkina Faso innan man slog Marocko med 3-1. I kvartsfinalen förlorade man med 0-2 mot Mali. 
I mästerskapet 2004 började det bra med 2-0 mot Benin. Man förlorade dock mot Nigeria med hela 4-0 och i sista matchen blev det bara 1-1 mot Marocko. Sydafrika hade inte åkt ut i gruppspelet innan 2004. 
2006 förlorade Sydafrika med 0-2 mot Guinea och Tunisien och 0-1 mot Zambia. Inga mål och 0 poäng innebar ett misslyckade och en sista plats i gruppen. 2008 gjorde Sydafrika ett nytt försök men misslyckades återigen. Sydafrika tog nu två poäng efter 1-1 mot Angola, 1-3 mot Tunisien och 1-1 mot Senegal. 2 poäng blev det och 3-5 i målskillnad, det innebar en ny sistaplats i gruppen. Slutspelen 2004, 2006 och 2008 blev mindre lyckade än 1990-talet med bara en seger; 2-0 mot Benin 2004.

## Meriter
- VM-slutspel: 1998, 2002, 2010 (som hemmalag)
- Afrikanska mästare: 1996